# Бета Живописца
Бета Живописца (β Pic, β Pictoris) — вторая по яркости звезда в созвездии Живописца. Она расположена на расстоянии в 63,4 светового года от Солнечной системы, в 1,75 раза массивнее и в 8,7 раз ярче Солнца. Система Беты Живописца очень молода, ей около 8—20 миллионов лет, хотя она уже находится на эволюционной стадии звезды главной последовательности. Бета Живописца входит в так называемую движущуюся группу звёзд Беты Живописца — ассоциацию молодых звёзд, движущихся в одном направлении и имеющих примерно одинаковый возраст.
Бета Живописца производит больше инфракрасного излучения, чем другие звезды ее типа, что может указывать на обилие пыли в окрестностях звезды. Тщательные наблюдения выявили у звезды большой диск из газа и пыли, таким образом Бета Живописца — первая звезда, чей осколочный диск был сфотографирован. Кроме нескольких поясов планетезималей и комет, возможно существование планет внутри диска. Некоторые признаки указывают на то, что формирование планет продолжается. Считается, что основным источником межзвёздных метеороидов в нашей Солнечной системе является именно осколочный диск около Беты Живописца.
Методом непосредственного наблюдения с помощью инструментов Европейской южной обсерватории (ESO) было подтверждено существование планеты в системе Беты Живописца, что согласуется с более ранними прогнозами. Планета вращается в плоскости околозвездного диска. Бета Живописца b — ближайшая к родительской звезде планета, которую удалось сфотографировать. Расстояние между планетой и звездой примерно равно расстоянию между нашим Солнцем и Сатурном.

## Местоположение и видимость
Бета Живописца — звезда в созвездии южного полушария неба Живописец и видна западнее яркой звезды Канопус. Видимая звёздная величина звезды равна 3,861, и при хороших погодных условиях она видна невооружённым глазом, если этому не мешает световое загрязнение. Это вторая по яркости звезда в созвездии, которая уступает лишь Альфе Живописца с видимой звёздной величиной 3,30.
Расстояние до Беты Живописца, как и до многих других звёзд, были получены при помощи спутника Hipparcos, который измерил их тригонометрические параллаксы: незначительные изменения видимого положения звезды при движении Земли вокруг Солнца. Измерение параллакса Беты Живописца первоначально дало значение 51,87 миллисекунды дуги, но позднее, при более внимательном подходе к систематическим ошибкам, было найдено уточнённое значение — 51,44 миллисекунды дуги. Расстояние до Беты Живописца оценивается в 63,4 светового года, с допустимой погрешностью измерений в 0,1 светового года.
Спутник Hipparcos измерил также и собственное движение Беты Живописца: она перемещается в восточном направлении со скоростью 4,65 миллисекунды дуги в год, и в северном — со скоростью 83,10 миллисекунды дуги в год. Измерения доплеровского сдвига в спектре звезды позволили установить, что она удаляется от нас со скоростью примерно 20 км/с. Несколько других звёзд движутся примерно в том же направлении, что и Бета Живописца, и, вероятно, сформировались почти одновременно в одном и том же газовом облаке: эта группа называется движущейся группой звёзд Беты Живописца.

## Физические характеристики

### Спектр, светимость и переменность
В соответствии с измерениями, произведёнными в рамках проекта Nearby Stars, Бета Живописца относится к спектральному классу A6V. Буква A означает, что, как Сириус или Вега, эта звезда имеет белый цвет, что отличает её от нашего жёлтого Солнца, принадлежащего к спектральному классу G. Цифра 6 указывает, что звезда находится примерно посередине между самыми горячими звёздами класса A (A0) и самыми холодными (A9). Римская цифра V обозначает уровень светимости и означает, что, как и Солнце, Бета Живописца представляет собой звезду главной последовательности. Горение в такие звёздах поддерживается термоядерной реакцией водорода в ядрах.
По спектру установлено, что эффективная температура Беты Живописца равна 7 779 °C, что выше, чем у Солнца (5 505 °C). Спектральный анализ указывает также на высокое соотношение между содержанием тяжёлых элементов (называемых в астрономии «металлами») и водорода — более высокое, чем на нашем светиле. Это соотношение, обозначаемое [M/H], вычисляется как десятичный логарифм отношения концентраций «металлов» в звезде и в Солнце, в случае Беты Живописца [M/H] равно 0,05, и, таким образом, доля металлов в звезде на 12 % превышает соответствующую долю в Солнце.
Анализируя спектр, удалось измерить и ускорение силы тяжести на поверхности звезды. Его обычно характеризуют величиной log g — десятичным логарифмом ускорения свободного падения, выраженного в единицах СГС, то есть в см/с². В случае Беты Живописца log g=4,15, что соответствует 140 м/с², это примерно в два раза меньше, чем на поверхности Солнца (274 м/с²).
Как звезда класса A главной последовательности, Бета Живописца обладает большей светимостью, чем Солнце, так как её видимая звёздная величина 3,861 при расстоянии от Солнца в 19,44 парсеков соответствует абсолютной звёздной величине 2,42, тогда как у Солнца этот показатель равен 4,83. Это означает, что светимость звезды в 9,2 раза больше, чем у Солнца. Если учитывать весь спектр излучения (т. н. «болометрическую светимость»), то светимость Беты Живописца в 8,7 раза больше, чем солнечная.
Многие звёзды спектрального класса A главной последовательности находятся в области диаграммы Герцшпрунга — Расела, называемой полосой нестабильности, которую занимают пульсирующие переменные звезды. В 2003 году фотометрический мониторинг звезды выявил колебания в яркости звезды на уровне 1-2 тысячных долей с частотой между 30 и 40 минутами. Измерения радиального ускорения Беты Живописца также выявили переменность: были обнаружены пульсации с двумя разными частотами — 30,4 и 36,9 минуты. Таким образом, Бету Живописца можно отнести к переменным звёздам типа Дельты Щита.

### Масса, радиус и вращение
Масса Беты Живописца была определена с помощью модели звёздной эволюции, применённой к наблюдаемым характеристикам звезды. В результате было выяснено, что масса звезды находится между 1,7 и 1,8 солнечной массы. Угловой размер звезды был измерен методом интерфометрии с использованием комплекса VLT и оказался равным 0,84 миллисекунды дуги. Так как звезда находится на расстоянии в 63,4 светового года, при таком угловом размере её радиус равен 1,8 радиуса Солнца.
Скорость вращения Беты Живописца, согласно измерениям, составляет не менее 130 км/с. Так как это значение была получено с помощью измерений радиальных скоростей, это лишь нижнее ограничение на истинную скорость v, так как реально измеряется величина v sin(i), где i — наклон оси вращения звезды относительно линии, связывающей её с наблюдателем. Если предположить, что Бета Живописца видна с Земли в её экваториальной плоскости (это правдоподобно, так как околозвёздный диск виден нам с ребра), то период вращения примерно равен 16 часам, то есть значительно короче, чем период вращения Солнца (609,12 часа).

### Возраст и формирование
Присутствие вблизи звезды значительного количества пыли означает, что звёздная система сравнительно молода. Это вызвало спор о том, относится ли звезда к главной последовательности или ещё не вышла на неё Однако когда миссией КА Hipparcos было вычислено расстояние до звезды, выяснилось, что Бета Живописца расположена от Солнца дальше, чем считалось ранее, и, следовательно, обладает большей светимостью, чем предполагалось. Когда результаты Hipparcos были учтены, оказалось, что возраст Беты Живописца близок к нулевому возрасту главной последовательности и, таким образом, она всё же принадлежит к этой последовательности. Анализ Беты Живописца и прочих членов движущейся группы звёзд Беты Живописца позволяет предположить, что им примерно 12 миллионов лет. С учётом погрешностей возраст может колебаться между 8 и 20 миллионами лет.
Бета Живописца и её соседи могли сформироваться вблизи звёздной ассоциации Скорпиона-Центавра. Коллапс газового облака, который привёл к формированию Беты Живописца, возможно, был вызван ударной волной от взрыва сверхновой звезды. Звезда, ставшая сверхновой, вероятно, являлась компаньоном HIP 46950, которая сейчас представляет собой «убегающую звезду» наподобие звезды Барнарда. Отслеживая путь HIP 46950 в прошлое, можно предположить, что около 13 миллионов лет назад она находилась вблизи ассоциации Скорпиона-Центавра.

## Околозвёздная среда

### Осколочный диск

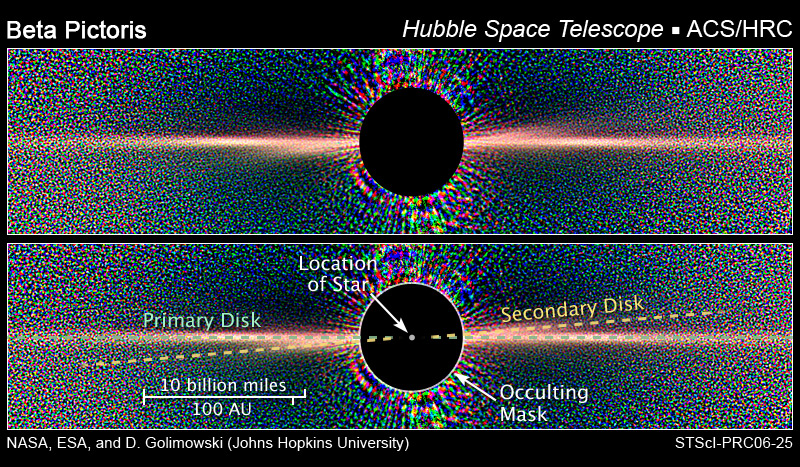
Изображение полученное телескопом Хаббла на котором виден первый и второй обломочные диски

Избыток инфракрасного излучения от Беты Живописца впервые был замечен орбитальной обсерваторией IRAS в 1983 году. Наряду с Вегой, Фомальгаутом и Эпсилоном Эридана, Бета Живописца стала одной из первых звёзд, у которых был замечен такого рода избыток: их стали называть «Вега-подобными» по названию первой звезды такого типа. Так как звёзды класса A, подобные Бете Живописца, бо́льшую часть своей энергии излучают в синей области спектра, этот избыток указывал на присутствие на орбите вокруг звезды холодной материи, которая излучает в инфракрасной части спектра и служит причиной такого избытка. Гипотеза подтвердилась в 1984 году, когда Бета Живописца стала первой звездой, у которой был оптически зафиксирован околозвёздный диск.
Осколочный диск Беты Живописца виден наблюдателю с Земли с ребра и ориентирован в пространстве одним краем на юго-запад, а другим — на северо-восток. Диск асимметричен: в северо-восточном направлении он наблюдается на расстоянии до 1835 а. е. от звезды, а в юго-западном — до 1450 а. е. Диск вращается: его северо-восточная часть движется от нас, а юго-западная — к нам.
Во внешних областях диска, между 500 и 800 а. е., можно выделить несколько слабовыраженных колец: по одной версии, они сформировались в результате возмущений от пролетавшей поблизости звезды. По астрометрическим данным, полученным космическим аппаратом Hipparcos, красный гигант Бета Голубя проходил на расстоянии двух световых лет от Беты Живописца примерно 110 000 лет назад, но более сильные возмущения могли быть вызваны прохождением Дзеты Золотой Рыбы на расстоянии примерно 3 световых лет около 350 000 лет назад. Однако компьютерное моделирование указывает на более продолжительное воздействие и более низкую скорость возмущающего объекта, чем у упомянутых звёзд, и можно предположить, что кольца породила некая звезда-компаньон Беты Живописца, находившаяся на нестабильной орбите. Моделирование показывает, что кандидатом на роль такого компаньона может быть звезда массой 0,5 солнечной — вероятно, красный карлик спектрального класса M0V.
В 2006 году наблюдения за системой при помощи усовершенствованной обзорной камеры телескопа «Хаббл» выявили наличие в системе второго диска, наклонённого относительно главного на 5° и простирающегося на 130 а. е. от звезды. Второй диск тоже асимметричен: юго-западная оконечность диска более изогнута и менее наклонена относительно главного диска, чем северо-восточная. Технические условия наблюдения не позволили разрешить основной и вторичный диски ближе чем в 80 а. е. от Беты Живописца, однако, предположительно, вторичный диск пересекается с главным на расстоянии в примерно 30 а. е. от звезды. Вторичный диск мог образоваться из-за наличия массивной планеты с наклонной орбитой, находящейся в его плоскости, которая захватила часть материи из основного диска.
Наблюдения, произведённые космическим аппаратом НАСА FUSE, выявили наличие в системе Беты Живописца избытка богатых углеродом газов. Это, вероятно, стабилизирует систему от воздействия лучевого давления, которое иначе сдуло бы материю в межзвёздный космос. На данный момент есть две гипотезы, объясняющие переизбыток углерода в системе. Система Беты Живописца может находиться в процессе формирования экзотических углеродных планет, которые, в отличие от землеподобных планет Солнечной системы, богаты углеродом, а не кислородом. Согласно другой гипотезе, система может находиться на неизвестной нам фазе формирования, через которую в своё время проходила и наша Солнечная система: в нашей системе есть очень богатые углеродом метеориты (Энстатитовые хондриты), которые могли сформироваться лишь в богатой углеродом среде. Помимо этого, есть мнение, что Юпитер мог сформироваться вокруг богатого углеродом планетарного ядра.

### Пояса планетезималей

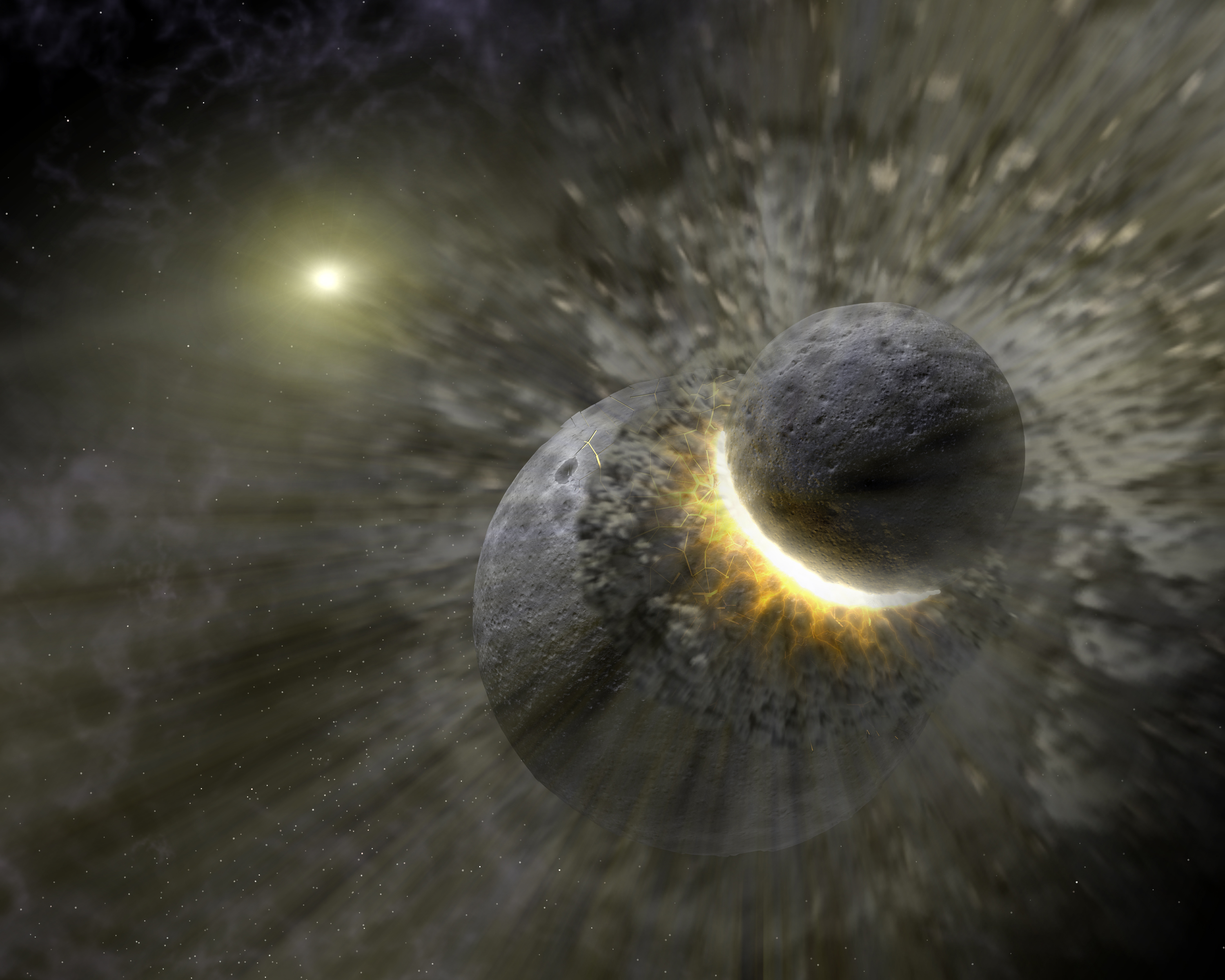
Пыль в системе Беты Живописца может образовываться за счёт столкновений крупных планетезималей.

В 2003 году наблюдения за внутренними областями системы Беты Живописца с помощью телескопа Кек II показали особенности, характерные для поясов или колец из материи. Обнаруженные пояса находятся на расстоянии в 14, 28, 52 и 82 а. е. от звезды, и имеют разные наклонения относительно главного диска.
В 2004 году наблюдения выявили наличие внутреннего пояса из силикатов на расстоянии примерно 6,4 а. е. от звезды. Силикаты обнаружены также на расстояниях 16 и 30 а. е. С учётом малого количества пыли между 6,4 и 16 а. е., это может говорить о существовании в данной области массивной планеты.
Компьютерное моделирование пылевого диска на расстоянии в 100 а. е. от звезды даёт основания полагать, что в этой зоне пыль образовалась в серии столкновений, началом которой является разрушение планетезималей с радиусами около 180 километров. После исходного столкновения обломки планетезималей продолжают сталкиваться — этот процесс называется «столкновительным каскадом» (англ. collisional cascade). Похожие процессы были зарегистрированы в пылевых дисках вокруг Фомальгаута и AU Микроскопа.

### Падающие и испаряющиеся тела
В спектре Беты Живописца наблюдается сильная короткопериодическая изменчивость, которая первоначально была замечена в красных крыльях нескольких спектральных линий поглощения. Эта изменчивость, как предполагают, вызвана падением на звезду материи. Источником этой материи считаются маленькие кометоподобные объекты, орбиты которых подходят так близко к звезде, что они начинают испаряться. Такое предположение получило название модели «падающих и испаряющихся тел» (англ. "falling evaporating bodies"). Схожие изменения в синих крыльях линий поглощения также были обнаружены, однако они происходят реже: это может означать наличие второй группы объектов на другой группе орбит. Детальное компьютерное моделирование установило, что тела вряд ли состоят главным образом изо льда, подобно кометам, а, скорее всего, имеют ядро из смеси льда и пыли с коркой из тугоплавкого вещества. Возможно, эти объекты были сдвинуты на свои близкие к звезде орбиты гравитационными возмущениями от планеты с малым эксцентриситетом, расположенной на расстоянии примерно 10 а. е. от звезды. Падающие и испаряющиеся тела также могут быть ответственны за присутствие высоко над плоскостью главного осколочного диска газов.

### Планетная система

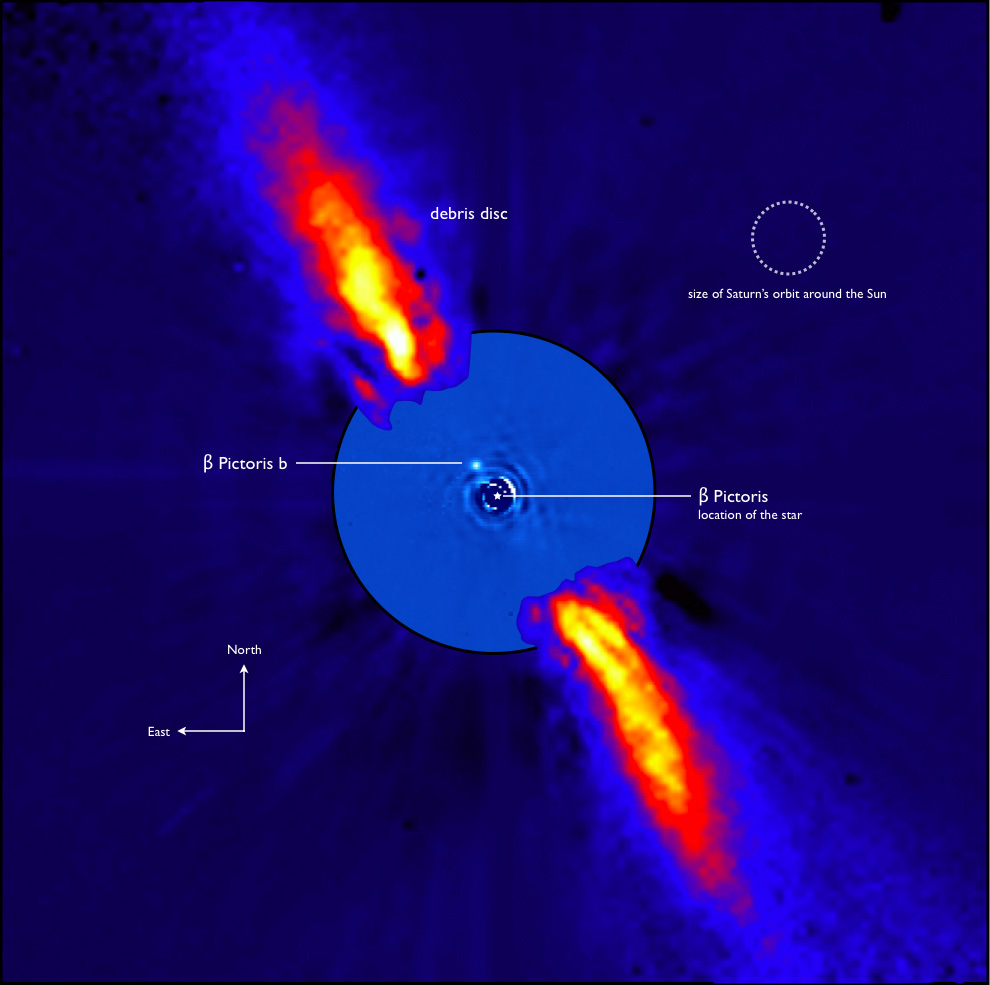
Фото системы Беты Живописца с планетой, полученное ESO

21 ноября 2008 года появилось сообщение, что в ходе наблюдений, проведённых в 2003 году при помощи Очень большого телескопа у звезды удалось обнаружить планету Бета Живописца b. Осенью 2009 года эти наблюдения удалось подтвердить наблюдением планеты по другую сторону от центральной звезды. Вероятно, через 15 лет орбита планеты будет полностью прослежена. Эксцентриситет орбиты не превышает 0,17. В 2014 году камера Gemini Planet Imager чилийской обсерватории Джемини получила изображение планеты b.
19 августа 2019 года была обнаружена Бета Живописца c на расстоянии 2,7 а.е. от материнской звезды. Планета β Живописца c имеет температуру Т = 1250 ± 50 К и массу, равную 8,2 ± 0,8 массы Юпитера. Первые прямые снимки Беты Живописца c были получены при помощи инструмента GRAVITY, собравшего свет с четырёх телескопов VLT.
Метод Доплера, с помощью которого было открыто множество известных на данный момент экзопланет, не очень хорошо подходит для изучения звёзд спектрального класса A, таких как Бета Живописца, а очень молодой возраст звезды создаёт дополнительные помехи. Полученные этим методом на сегодняшний день ограничения исключают существование планеты класса «горячий юпитер» более массивной, чем две массы Юпитера, ближе чем 0,05 а.е. от звезды. Планету с массой менее чем в 9 масс Юпитера, обращающуюся на расстоянии около 1 а.е., тоже не удалось бы обнаружить. Потому для обнаружения планет в системе Беты Живописца астрономы ищут следы воздействия планет на околозвёздную среду.
Есть серия указаний в пользу существования планеты на расстоянии в примерно 10 а.е. от звезды: свободная от пыли область между поясами планетезималей между 6,4 и 16 а.е., возможно, «расчищена» планетой; планета на таком расстоянии могла бы объяснить происхождение «падающих и испаряющихся тел»; кроме того, наклон и деформацию колец во внутреннем диске тоже могла бы вызвать массивная планета с наклонной орбитой, разрушающая диск.

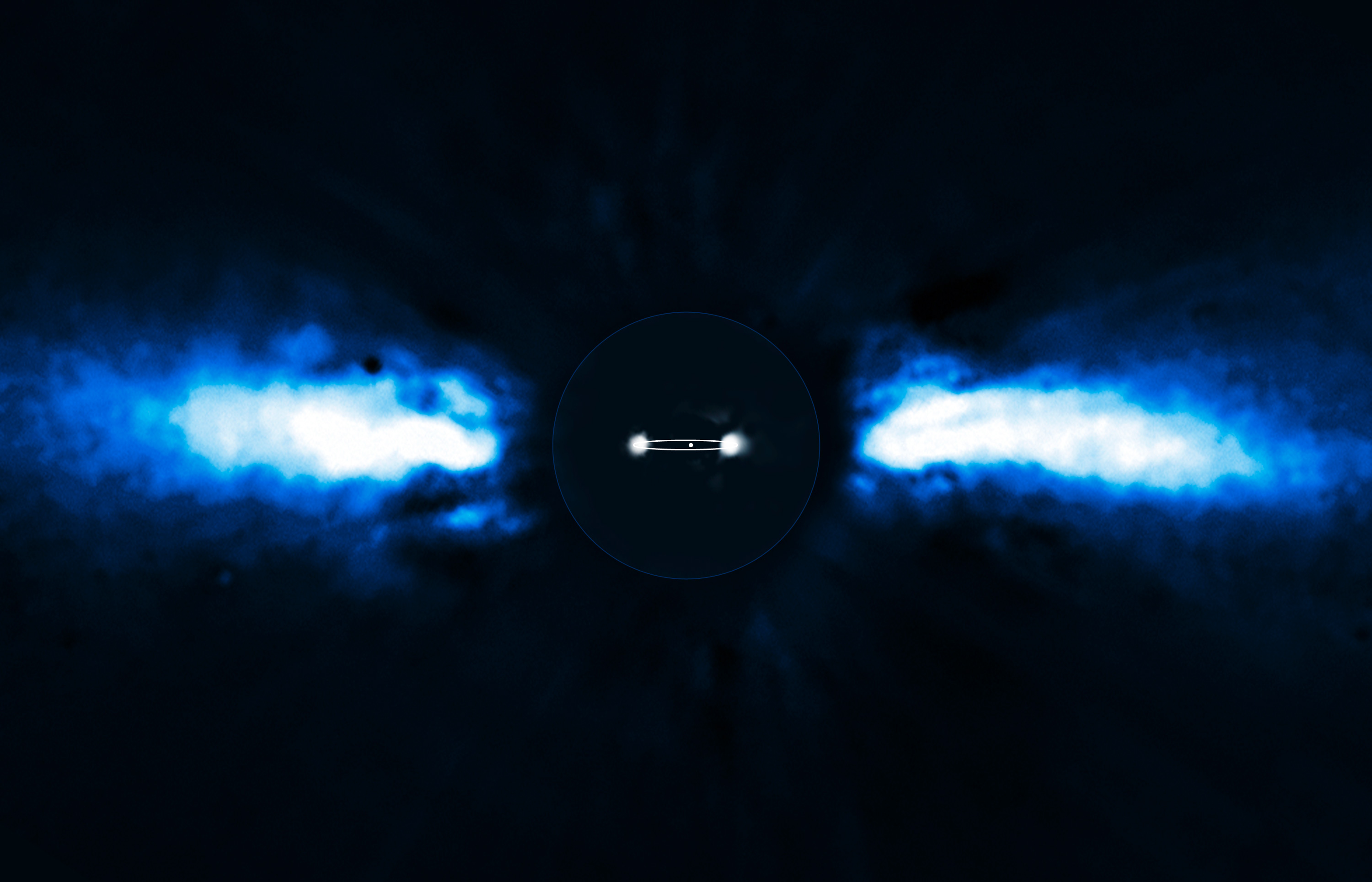
Бета Живописца b в обоих элонгациях.

Наблюдаемая планета не может объяснить структуру планетезимальных поясов на расстоянии в примерно 30 и 52 а.е. от звезды. На эти пояса могут воздействовать планеты, расположенные на расстоянии в 25 и 44 а.е., с массами в 0,5 и 0,1 массы Юпитера соответственно. Такая система планет, если она существует, была бы близка к орбитальному резонансу 1:3:7. Возможно, кольца во внешней части основного диска на расстоянии в 500—800 а.е. (речь о которых уже шла выше) косвенно вызваны влиянием этих планет.
Что касается уже известной планеты, она наблюдалась на расстоянии в 411 миллисекунд дуги от Беты Живописца, что соответствует расстоянию в 8 а.е. от звезды. Для сравнения, радиус орбит Юпитера и Сатурна — 5,2 и 9,5 а.е. соответственно. Размер орбиты в направлении на наблюдателя неизвестен, поэтому приведённое расстояние является нижней оценкой размеров этой орбиты. Оценки массы планеты зависят от теоретической модели планетарной эволюции. Предполагают, что объект обладает массой примерно в 8 масс Юпитера, его температура — около 1400—1600 K, и в данный момент он всё ещё охлаждается. Эти оценки предварительны, так как использованная для их получения модель ещё не была проверена на реальных данных из диапазона, соответствующего вероятной массе и возрасту планеты.
Возможно, прохождение этой планеты по диску Беты Живописца наблюдали ещё в ноябре 1981 года. В этом случае можно уточнить размеры большой полуоси — 7,6—8,7 а.е. и орбитальный период — 15,9—19,5 лет. Наблюдаемый радиус объекта при прохождении соответствовал 2—4 радиусам Юпитера, что больше, чем предполагает теоретическая модель. Это может означать, что, как, возможно, и в случае Фомальгаута b, планету окружает большая система колец или диск, в котором формируются спутники планеты.
В 2014 году был впервые определён период вращения у β Живописца b: сутки на ней длятся около 8 часов.
Ось вращения Беты Живописца, как и Солнца в Солнечной системе, оказалась почти перпендикулярна орбите её планеты и протопланетному диску, отклоняясь от них всего на 3—5 °.

## Пылевой поток
Наблюдения, проведённые в 2000 году Кентерберийским университетом (Крайстчерч, Новая Зеландия) выявили существование потока пыли, прибывающего с направления на Бету Живописца. Этот поток, вероятно, является основным источником межзвёздных метеороидов в нашей Солнечной системе. Частицы пыли в потоке от Беты Живописца относительно крупны, с радиусами более 20 микрометров, и, если судить по их ускорению, родную систему они покинули на скорости около 25 км/с. Эти частицы могли покинуть осколочный диск в ходе миграции планет-гигантов внутри диска и косвенно свидетельствуют в пользу формирования в системе Беты Живописца аналога Облака Оорта. Числовое моделирование выброса пыли из системы показало, что к этому процессу может быть причастно и давление света, и установило, что планеты, удалённые более чем на 1 а. е. от звезды, не могут непосредственно вызывать поток пыли.